# Kim Campbell
Avril Phaedra Douglas "Kim" Campbell, född 10 mars 1947 i Port Alberni, British Columbia, är en tidigare kanadensisk politiker. Hon var Kanadas första kvinnliga premiärminister från 25 juni till 4 november 1993. Hon var den andra kvinnan i historien bland G8-ländernas regeringschefer efter Storbritanniens Margaret Thatcher. Efter fyra månader i ämbetet och katastrofvalet 1993, då PCC förlorade alla utom två mandat, inklusive Campbells, tvingades hon avgå. 
Campbell studerade statsvetenskap vid University of British Columbia. Hon inledde sedan doktorandstudierna i sovjetisk politik vid London School of Economics men hon avbröt de studierna och avlade 1983 juristexamen vid University of British Columbia. Hon inledde 1984 sin karriär som advokat i Vancouver.
Hennes första make var matematikern och schackspelaren Nathan Divinsky. Äktenskapet slutade i skilsmässa 1983 och hon gifte om sig 1986 med Howard Eddy. Hon skilde sig för andra gången strax innan hon blev Kanadas premiärminister. Hennes nuvarande sambo Hershey Felder är skådespelare, dramatiker, kompositör och pianist.
Campbell invaldes 1986 i provinsen British Columbias lagstiftande församling, Legislative Assembly of British Columbia, för Social Credit-partiet i en valkrets i Vancouver. Hon var ledamot av underhuset i Kanadas parlament 1988–1993 för Progressiva konservativa partiet. Hon var minister för indianärenden och norra Kanadas utveckling 1989–1990, i Brian Mulroneys regering. Därefter tjänstgjorde hon först som Kanadas första kvinnliga justitieminister 1990–1993 och sedan som Kanadas första kvinnliga försvarsminister i januari 1993.
Premiärministern Brian Mulroney lämnade politiken 1993. Vid ett partikonvent i juni besegrade Campbell Jean Charest och hon efterträdde Mulroney som partiledare och premiärminister. Hennes korta tid som premiärminister dominerades av valkampanjen inför valet i november 1993. Progressiva konservativa partiet led dock ett förkrossande nederlag i valet och vann bara två mandat. Campbell förlorade i sin egen valkrets i Vancouver. och Campbell fick därför lämna premiärministerposten och månaden efter lämnade hon posten som partiledare. Hon efterträddes av Jean Charest som ny partiledare.
Efter tiden som premiärminister undervisade hon statskunskap i några år vid John F. Kennedy School of Government vid Harvard University. Hon var Kanadas generalkonsul i Los Angeles 1996–2000. Därefter var hon tillbaka vid Harvard 2001–2004. Hon var 2001 med om att grunda Madridklubben, där före detta regerings- och statschefer främjar demokrati i världen. Hon var organisationens generalsekreterare 2004–2006.
Hennes självbiografi, Time and Chance, gavs ut 1996.